# Brunfelsia americana
Brunfelsia americana  es una especie de arbusto perteneciente a la familia Solanaceae. Se encuentra en América. En Puerto Rico recibe el nombre de aguacero.

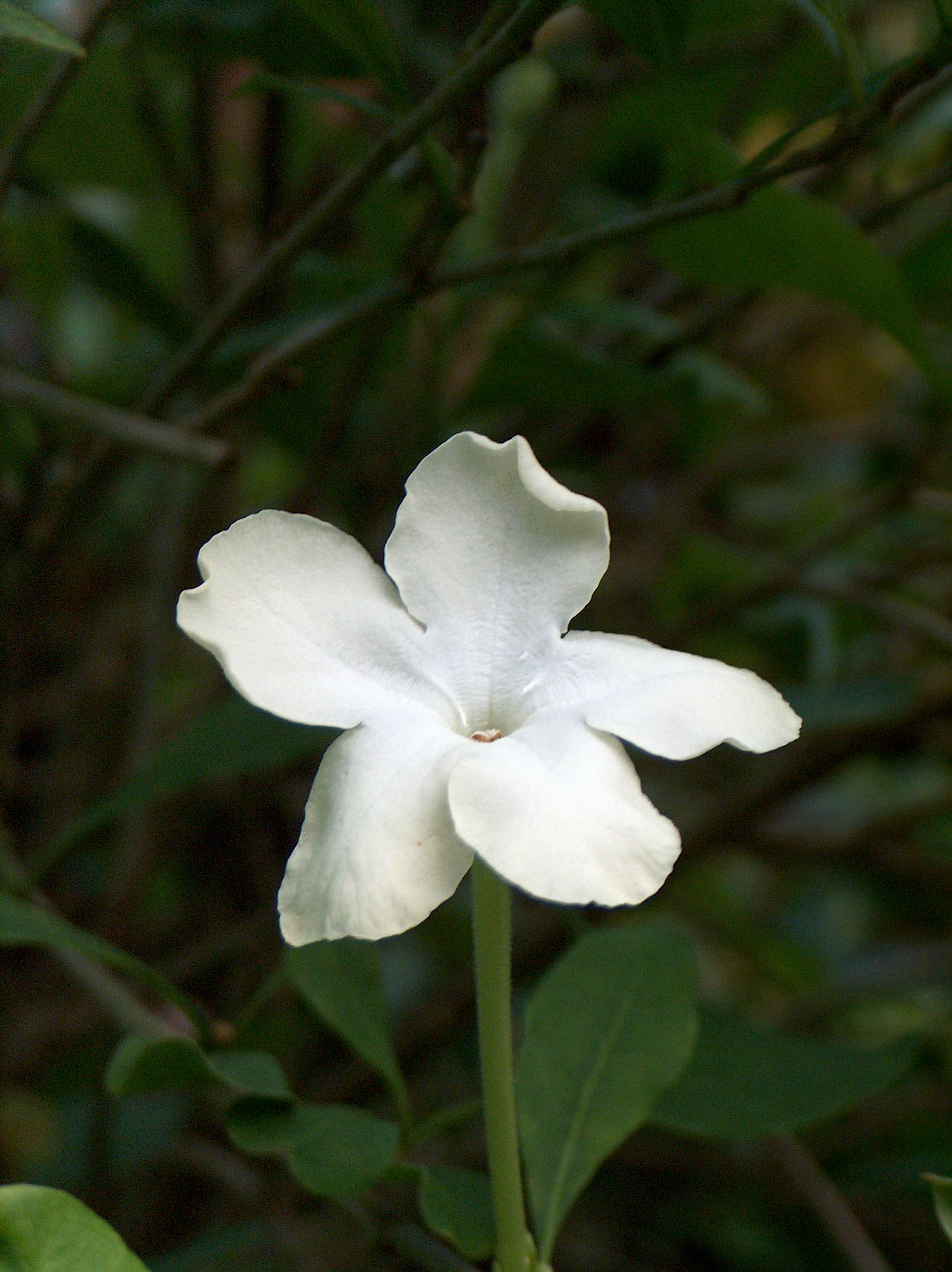
Flor

## Descripción
Brunfelsia americana es arbusto que alcanza un tamaño de hasta 4,5 m de altura o hasta 10 m de altura como pequeño árbol. Las hojas son elípticas, elíptico-oblongas u obovadas. La lámina de la hoja tiene una longitud de aproximadamente 4 a 7,5 cm, los pecíolos son de alrededor de 4 mm de largo. Las inflorescencias se componen de una sola flor. El  largo cáliz es en forma de campana y los cinco dientes del cáliz redondeados. La corona es inicialmente de color amarillo pálido y se desvaneció con la edad, a veces la banda coronaria es rayada púrpura. El tubo de la corola es de 5 a 6,25 cm de longitud de ocho a diez veces más largos que el cáliz. Los frutos en forma de cápsula son carnosos de color amarillo-naranja y miden aproximadamente 1,5 cm de diámetro.

## Distribución y hábitat
La especie se encuentra en varias de las Indias Occidentales antes y crece allí en las costas rocosas. Es la única especie del género, que se eproduce en algunas islas de las Antillas Menores, y también en Puerto Rico y en el extremo oriental de la Española se puede encontrar.

## Toxicidad
Las raíces de varias especies correspondientes al género Brunfelsia contienen sustancias cuyo consumo puede provocar problemas en la salud humana según el compendio publicado por la Autoridad Europea de Seguridad Alimentaria en 2012. En concreto contienen alcaloides indólicos derivados de la Beta-carbolina como la harmina, la tetrahidroharmina, la harmalina, la manacina, la manaceína, y derivados del dimetiltriptamina y de la amidina tales como el pirrol 3-carboxamidina. 

## Taxonomía
Brunfelsia americana fue descrita por Carlos Linneo y publicado en Species Plantarum 1: 191. 1753.
Etimología
Brunfelsia: nombre genérico que fue otorgado en honor del herbalista alemán Otto Brunfels (1488–1534).
americana: epíteto geográfico que alude a su localización en América.
Sinonimia
- Brunfelsia abbottii Leonard
- Brunfelsia americana var. pubescens Griseb.
- Brunfelsia fallax Duchass. ex Griseb.
- Brunfelsia inodora Mart.
- Brunfelsia latifolia Steud.
- Brunfelsia terminalis Salisb.
- Brunfelsia violacea Lodd.
- Brunfelsiopsis americana (L.) Urb.[4]